# Жадный алгоритм Радо — Эдмондса
Жа́дный алгори́тм Ра́до — Э́дмондса — алгоритм нахождения в матроиде базы минимального веса.
Если каждому элементу носителя матроида сопоставлен его вес, и вес подмножества носителя определяется как сумма весов элементов этого подмножества, то алгоритм Радо — Эдмондса позволяет найти среди всех баз матроида базу минимального веса.

## Реализация
{\displaystyle X}— носитель матроида, {\displaystyle I} — семейство независимых множеств.
Для всех {\displaystyle i} от {\displaystyle 0} до ранга матроида строится множество {\displaystyle A_{i}\in I} мощности {\displaystyle i}, вес которого является минимальным среди весов независимых подмножеств той же мощности.
{\displaystyle A_{0}=\varnothing } — очевидно.
Строятся эти множества так: {\displaystyle A_{i+1}=A_{i}+\left\{x\right\}}, где {\displaystyle x} — минимальный из элементов {\displaystyle y\in X\setminus A_{i}} таких, что {\displaystyle A_{i}\cup \left\{y\right\}\in I}.
Ответ задачи — {\displaystyle A_{n}}, где {\displaystyle n} — ранг матроида.
Алгоритм Радо—Эдмондса обобщает жадные алгоритмы. Например, будучи применённым к графическому матроиду, он превращается в алгоритм Краскала поиска остовного леса минимального веса.